# 2-й Ростовский переулок
2-й Росто́вский переу́лок — небольшая тупиковая улица в центре Москвы в Хамовниках от Плющихи к Ростовской набережной.

## Происхождение названия
Ростовские переулки (сохранились 4 из них: 2-й, 4-й, 6-й и 7-й) возникли как Тишинские (возможно, от фамилии землевладельца Тишин — от имени Тиша, уменьшительного к Тимофей). Современное их название (известно с XIX века) дано по Ростовской слободе XV—XVI веков, возникшей вблизи подворья ростовских архиереев. В XVII веке здесь располагалась Благовещенская, или Бережковская, слобода ростовского митрополита.

## Описание
2-й Ростовский переулок отходит от улицы Плющихи вместе с 4-м Ростовским, проходит на северо-запад по направлению к 7-му Ростовскому переулку и заканчивается тупиком во дворе дома 3 по Ростовской набережной.

## Примечательные здания и сооружения
по нечётной стороне
- № 1 — Доходный дом Т. А. Селиной (1907—1908, архитектор В. А. Мазырин)